# Li Ye (Shorttracker)
Li Ye (chinesisch 李野, * 26. Dezember 1983 in Changchun) ist ein ehemaliger chinesischer Shorttracker.

## Werdegang
Li trat international erstmals bei den Juniorenweltmeisterschaften 2000 in Székesfehérvár in Erscheinung, wo er den achten Platz im Mehrkampf errang. Im folgenden Jahr wurde er bei den Juniorenweltmeisterschaften 2001 in Warschau Zehnter im Mehrkampf sowie Zweiter mit der Staffel und gewann bei den Weltmeisterschaften in Jeonju die Bronzemedaille mit der Staffel sowie bei den Teamweltmeisterschaften in Nobeyama die Silbermedaille. Zudem holte er bei der Winter-Universiade 2001 in Zakopane die Bronzemedaille mit der Staffel. In der Saison 2001/02 erreichte er mit dem zweiten Platz in Nobeyama sowie dritten Plätzen in Sofia und Amsterdam seine ersten Podestplatzierungen im Weltcup. Beim Saisonhöhepunkt, den Olympischen Winterspielen 2002 in Salt Lake City, gewann er die Bronzemedaille mit der Staffel. Außerdem belegte er bei den Weltmeisterschaften 2002 in Montreal den 12. Platz im Mehrkampf und holte dort die Bronzemedaille mit der Staffel sowie bei den Teamweltmeisterschaften 2002 in Milwaukee die Goldmedaille. Bei den Juniorenweltmeisterschaften 2002 in Chuncheon lief er auf den 13. Platz mit der Staffel und auf den fünften Rang im Mehrkampf.
Nach Platz zwei mit der Staffel beim Weltcup in Chuncheon zu Beginn der Saison 2002/03, holte Li in Sankt Petersburg sowie in Chicoutimi mit der Staffel seine ersten Weltcupsiege und wurde zum Saisonende Vierter in der Weltcupwertung über 1500 m. Bei den Teamweltmeisterschaften 2003 in Sofia gewann er die Bronzemedaille und bei den Weltmeisterschaften 2003 in Warschau die Bronzemedaille mit der Staffel sowie die Silbermedaille über 500 m. Zudem errang er dort den siebten Platz im Mehrkampf und gewann bei der Winter-Universiade 2003 in Tarvisio die Bronzemedaille mit der Staffel sowie die Goldmedaille über 1000 m. Bei den Winter-Asienspielen 2003 in der Präfektur Aomori holte er über 1000 m und mit der Staffel jeweils die Silbermedaille. Zu Beginn der Saison 2003/04 wurde er beim Weltcup in Calgary den Dritter über 500 m und Erster mit der Staffel. Im weiteren Saisonverlauf siegte er dreimal im Weltcup mit der Staffel und erreichte je einmal den zweiten sowie den dritten Platz. Bei den Weltmeisterschaften 2004 in Göteborg wurde er Vierter im Mehrkampf und gewann über 500 m die Bronzemedaille sowie mit der Staffel die Silbermedaille. Zuvor errang er bei den Teamweltmeisterschaften 2004 in Sankt Petersburg den vierten Platz. Die Saison beendete er auf dem siebten Platz in der Weltcupwertung über 500 m, jeweils auf dem sechsten Platz im Mehrkampf-Weltcup sowie in der Weltcupwertung über 1000 m und auf dem vierten Platz in der Weltcupwertung über 1500 m. In der Saison 2004/05 lief er in Changchun auf den dritten Platz mit der Staffel und in Hartford sowie in Saguenay jeweils auf den zweiten Platz mit der Staffel und erreichte zum Saisonende den achten Platz in der Weltcupwertung über 1500 m sowie den sechsten Rang in der Weltcupwertung über 1000 m. Bei den Weltmeisterschaften 2005 in Peking belegte er den 16. Platz im Mehrkampf sowie den vierten Rang mit der Staffel und gewann bei den Teamweltmeisterschaften 2005 in Chuncheon die Bronzemedaille. In der folgenden Saison kam er im Weltcup mit der Staffel viermal auf den zweiten Platz. Zudem erreichte er in Hangzhou über 1500 m sowie in Bormio über 1000 m jeweils den dritten Platz und in Den Haag den zweiten Rang über 3000 m. Er belegte damit abschließend den fünften Platz in der Weltcupwertung über 1000 m und den vierten Rang in der Weltcupwertung über 1500 m. Bei den Teamweltmeisterschaften 2006 in Montreal gewann er die Bronzemedaille und bei den Weltmeisterschaften 2006 in Minneapolis die Silbermedaille mit der Staffel. Beim Saisonhöhepunkt, den Olympischen Winterspielen 2006 in Turin, wurde er über 1000 m und mit der Staffel jeweils Fünfter.
In der Saison 2006/07 holte Li in Budapest mit der Staffel seinen letzten Weltcupsieg und errang zweimal den zweiten sowie dreimal den dritten Platz. Bei den Weltmeisterschaften 2007 in Mailand wurde er über 500 m und 1000 m jeweils Sechster und holte bei den Winter-Asienspielen 2007 in Changchun über 500 m sowie über 1500 m jeweils die Bronzemedaille und mit der Staffel die Silbermedaille. In der folgenden Saison errang er im Weltcup drei zweite Plätze und bei den Teamweltmeisterschaften 2008 in Harbin den vierten Platz. In der Saison 2008/09 kam er mit dritten Plätzen mit der Staffel in Peking und Nagano letztmals aufs Podest und absolvierte dort seinen letzten Weltcup, welchen er auf dem achten Platz über 1500 m beendete.

## Erfolge

### Olympische Spiele
- 2002 Salt Lake City: 3. Platz Staffel
- 2006 Turin: 5. Platz Staffel, 5. Platz 1000 m

### Shorttrack-Weltmeisterschaften
- 2001 Jeonsu: 3. Platz Staffel
- 2002 Montreal: 3. Platz Staffel, 5. Platz 500 m, 12. Platz Mehrkampf, 15. Platz 1000 m, 19. Platz 1500 m
- 2003 Warschau: 2. Platz 500 m, 3. Platz Staffel, 7. Platz Mehrkampf, 7. Platz 1000 m, 9. Platz 3000 m, 13. Platz 1500 m
- 2004 Göteborg: 2. Platz Staffel, 3. Platz 500 m, 7. Platz Mehrkampf, 3. Platz 3000 m, 8. Platz 1500 m, 20. Platz 1000 m
- 2005 Peking: 4. Platz Staffel, 16. Platz Mehrkampf, 16. Platz 1500 m, 17. Platz 1000 m, 19. Platz 500 m
- 2006 Minneapolis: 2. Platz Staffel
- 2007 Mailand: 6. Platz 500 m, 6. Platz 1000 m

### Team-Weltmeisterschaften
- 2001 Nobeyama: 2. Platz
- 2002 Milwaukee: 1. Platz
- 2003 Sofia: 3. Platz
- 2004 Sankt Petersburg: 4. Platz
- 2005 Chuncheon: 3. Platz
- 2006 Montreal: 3. Platz
- 2008 Harbin: 4. Platz

### Winterasienspiele
- 2003 Aomori: 2. Platz 1000 m, 2. Platz Staffel
- 2007 Changchun: 2. Platz Staffel, 3. Platz 500 m, 3. Platz 1500 m

### Weltcupsiege mit der Staffel
| Nr. | Datum             | Ort                |
| --- | ----------------- | ------------------ |
| 1.  | 1. Dezember 2002  | Sankt Petersburg 1 |
| 2.  | 16. Februar 2003  | Chicoutimi 2       |
| 3.  | 19. Oktober 2003  | Calgary 3          |
| 4.  | 30. November 2003 | Jeonju 4           |
| 5.  | 7. Dezember 2003  | Peking 2           |
| 6.  | 8. Februar 2004   | Mladá Boleslav 2   |
| 7.  | 11. Februar 2007  | Budapest 5         |

## Persönliche Bestleistungen
| Disziplin | Zeit         | Datum             | Ort            |
| --------- | ------------ | ----------------- | -------------- |
| 500 m     | 41,880 s     | 29. November 2008 | Peking         |
| 1000 m    | 1:25,581 min | 18. Oktober 2008  | Salt Lake City |
| 1500 m    | 2:16,865 min | 1. Dezember 2000  | Nobeyama       |
| 3000 m    | 5:01,032 min | 20. November 2005 | Den Haag       |